# Teilschnittmaschine

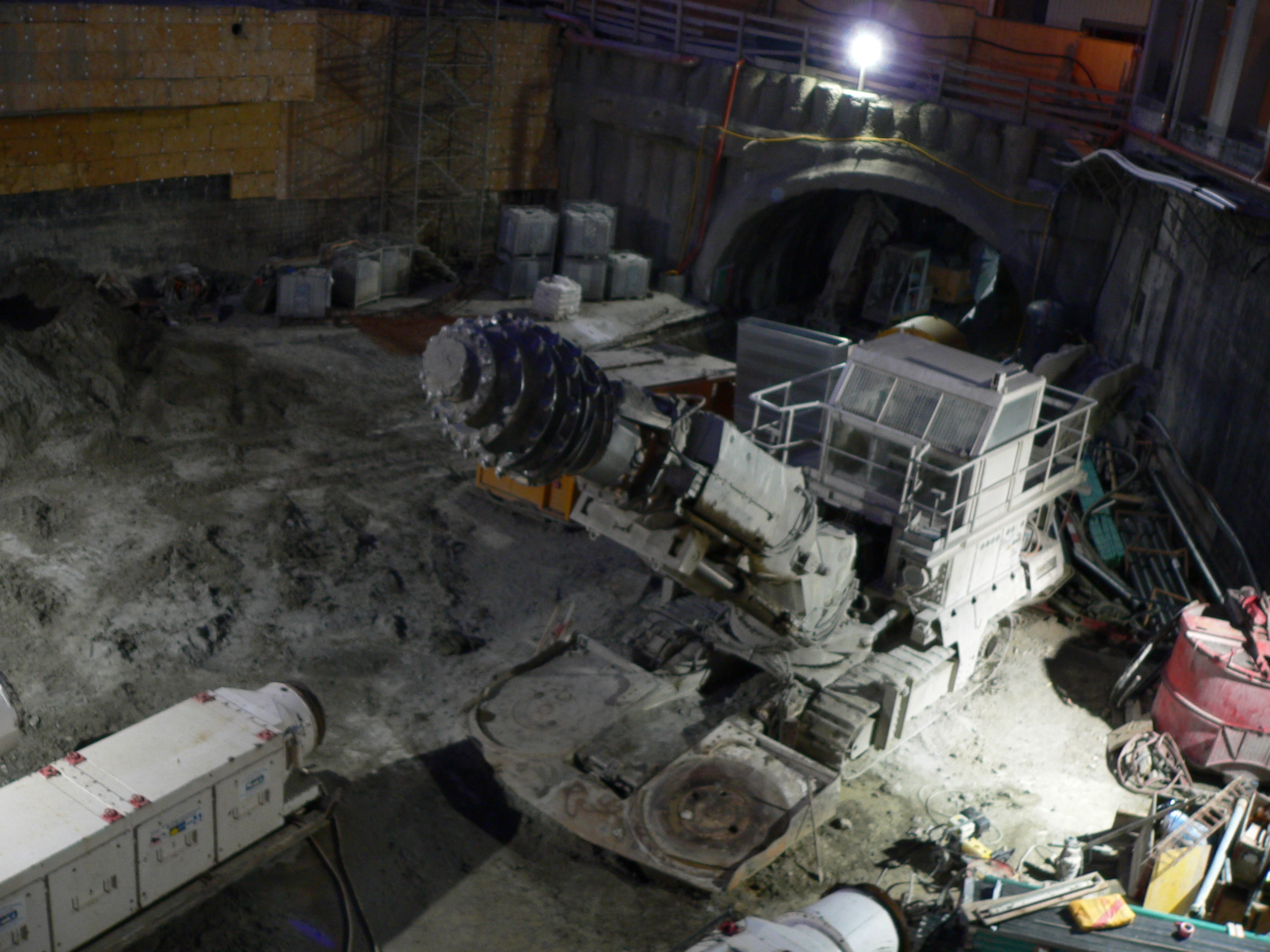
Teilschnittmaschine Gesamtansicht

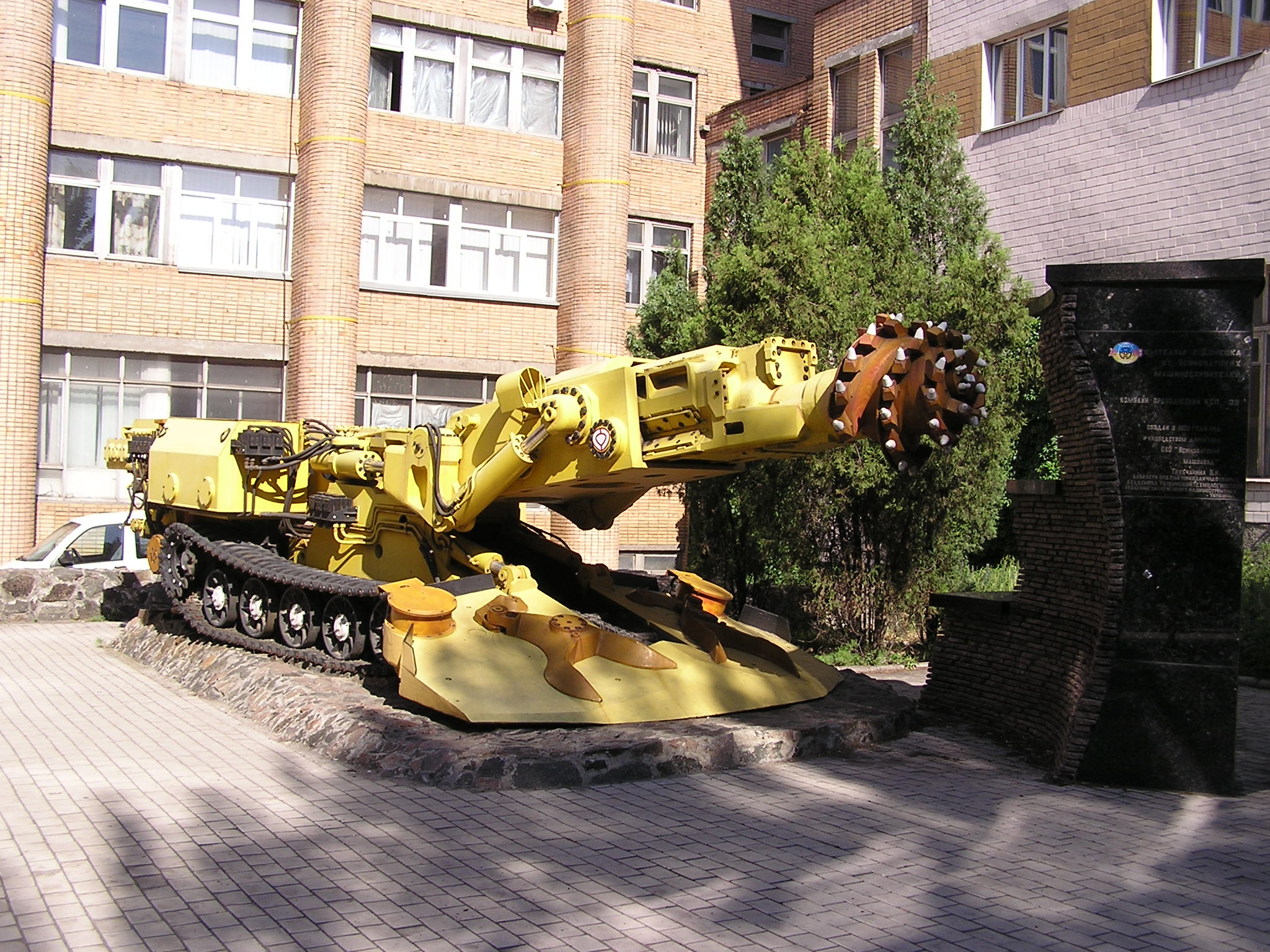
Nachfolger der ersten TSM, am Fahrwerk zu erkennen.

Eine Teilschnittmaschine (TSM) ist eine Vortriebsmaschine für den Berg- und den Tunnelbau. Teilschnittmaschinen gehören aufgrund ihrer Bauform zu den Umfangfräsen. Da heutige Teilschnittmaschinen mit Schneidköpfen arbeiten, nennt man diese Maschinen auch Schneidkopfmaschinen. Sie sind geeignet für den Abbau von weichem bis mittelhartem standfesten Gestein. Des Weiteren können sie unter Mixed-Face-Bedingungen eingesetzt werden. Mit Teilschnittmaschinen können beliebig geformte Streckenquerschnitte erstellt werden. Mit Teilschnittmaschinen ist es sogar möglich Kurven mit einem Radius von bis zu 100 Gon zu erstellen. Sie sind somit eine gute Alternative zum herkömmlichen Streckenvortrieb mittels Bohr- und Sprengverfahren.

## Geschichte
Bereits im Jahr 1949 wurde das erste Teilschnittmaschinen-Patent von Dr. Z. Ajtay in Ungarn angemeldet. Die erste Teilschnittmaschine wurde in der Mitte der 1960er Jahre in Osteuropa eingesetzt. Diese Maschine bestand aus einem Grundrahmen mit dem Raupenfahrwerk eines Arbeitspanzers. Am Grundrahmen war ein Auslegerarm befestigt, an dessen oberem Ende Fräsköpfe montiert waren. Der Ausleger hatte eine dreiachsige Beweglichkeit. Diese Maschinen wurden auch in westeuropäischen Bergwerken zur Erprobung eingesetzt. Anfang der 1970er Jahre begann man in Westeuropa damit, eigene Maschinen zu entwickeln. Zuerst wurden die aus Osteuropa stammenden Maschinen in Lizenz nachgebaut und verbessert, später wurden eigene Maschinen konstruiert. Die Teilschnittmaschinen wurden parallel zu den Vollschnittmaschinen entwickelt. Zu Beginn der 1980er Jahre waren Teilschnittmaschinen hinsichtlich ihrer Leistungsfähigkeit und Funktionsvielfalt bereits sehr weit entwickelt worden. Zu Beginn des 21. Jahrhunderts wurden erstmalig intelligente Teilschnittmaschinen eingesetzt, die mit einer Positionserfassung und einer Grenzschnitterkennung ausgestattet waren und ein Schneiden im Automatikbetrieb ermöglichten.

## Aufbau

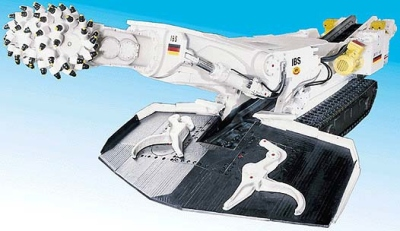
Prinzip der Teilschnittmaschine

Die Teilschnittmaschine besteht aus einem Grundrahmen (Maschinenchassis), in dem sich die Hydraulik der Maschine befindet. Am vorderen Teil der Maschine ist ein Ausleger montiert. Der Ausleger ist sowohl horizontal als auch vertikal schwenkbar. Es gibt auch Maschinen, die mit einem Knickausleger ausgerüstet sind. Das Schwenken des jeweiligen Auslegers erfolgt mittels Hydraulikzylindern. Am oberen Ende des Auslegers befindet sich der Schneidkopf. Der Schneidkopf ist mit mehreren Schneidmeißeln bestückt. Für besonders festes Gestein gibt es Teilschnittmaschinen, die mit einer zusätzlichen Hammereinheit ausgestattet sind, um dadurch im Schrämmbetrieb die Vortriebsgeschwindigkeit der Maschine zu erhöhen. Die TSM ist zur Fortbewegung mit zwei Raupenfahrwerken ausgerüstet. Einige TSM-Typen haben anstelle der Raupenfahrwerke zur Fortbewegung Schreitwerke. Der Bediener sitzt meist wie bei einem Bagger auf der Maschine, der Bedienplatz kann bei kleinen Maschinen oder bei geringen Querschnitten aber auch hinter oder neben der Maschine angeordnet sein. Zum Wegladen des Haufwerks befindet sich an der Front des Grundrahmens im Sohlenbereich ein Ladetisch, der mit einer entsprechenden Ladeeinrichtung ausgerüstet ist. Hierfür ist meistens ein Bagger an der Maschine angebracht. Für die Abförderung des Haufwerks ist in der Mitte des Maschinenchassis oder auch seitlich ein Kratzkettenförderer integriert. Dieser Kratzkettenförderer ist so groß dimensioniert, dass auch größere Gesteinsbrocken abgefördert werden können. Die gesamte Fördereinrichtung ist in der Regel höhenverstellbar und schwenkbar. Damit bei brächigem Hangenden unverzüglich nach dem Schneidvorgang eine Firstsicherung in Form von Ankern oder Gebirgsverfestigern eingebracht werden kann, werden Teilschnittmaschinen bei Bedarf auch mit einer Bohreinrichtung ausgerüstet. Zudem sind in die Maschine Ausbauhilfen integriert, die die Ausbauarbeit verkürzen sollen. Der Antrieb der einzelnen Maschinenelemente erfolgt entweder elektrisch oder elektrohydraulisch. Die Energieversorgung der Maschine ist bei größeren Teilschnittmaschinen in einem Nachläuferzug integriert. In diesem Nachläuferzug befindet sich auch die Entstaubungsanlage und sämtliche weiteren Betriebsmittel wie die Wetterklimatisierung.

## Maschinentypen

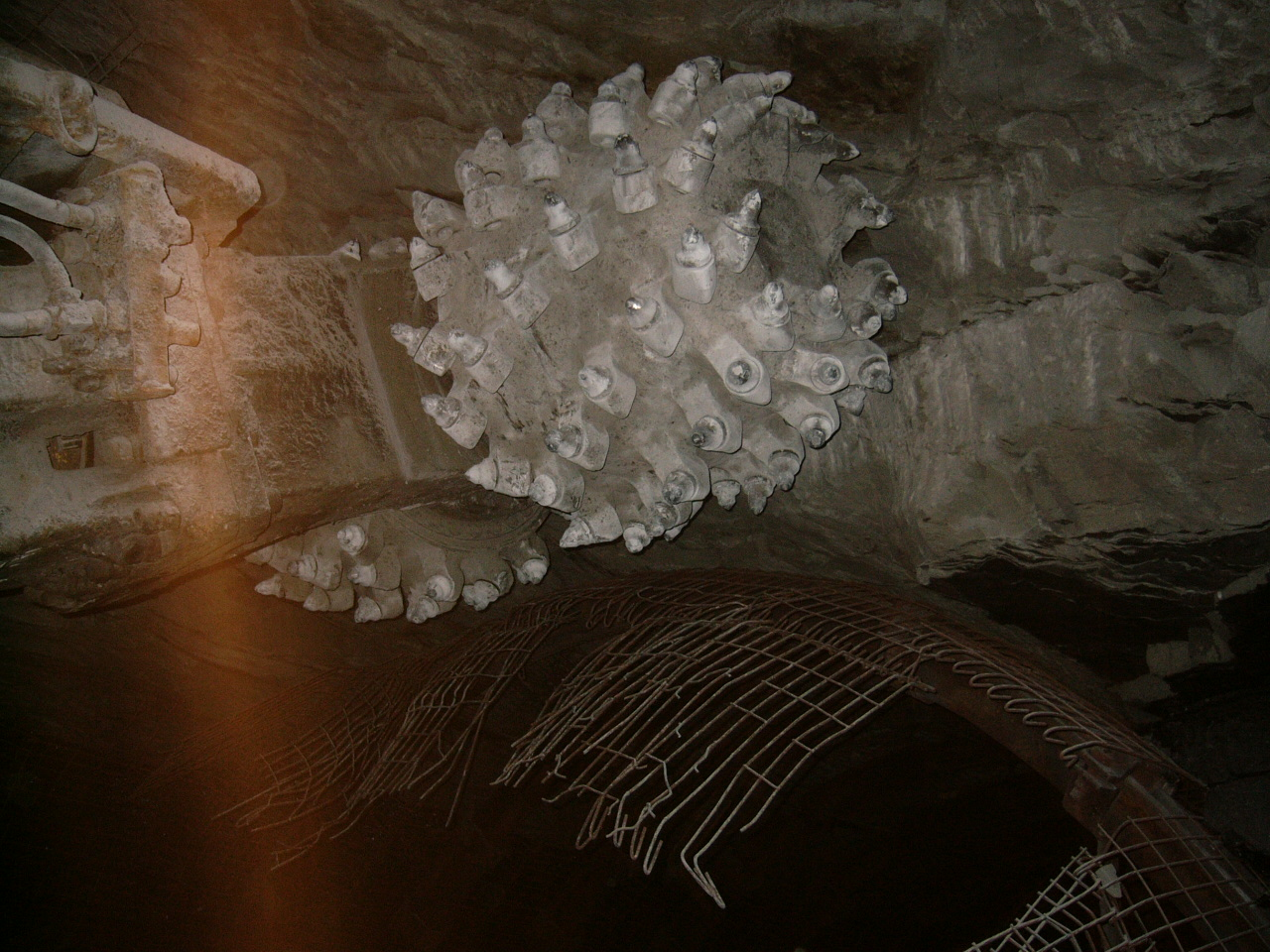
Schneidköpfe der TSM

Teilschnittmaschinen werden in axial und in radial schneidende Typen eingeteilt. Axial schneidende Teilschnittmaschinen haben einen Querschneidkopf. Bei diesen Maschinen steht die Schneidkopfachse senkrecht zum Ausleger. Bauartbedingt wirken bei dieser Maschine die Reaktionskräfte in Richtung Schneidarm. Aus diesem Grund haben axial schneidende Maschinentypen ein relativ geringes Eigengewicht. Bei Maschinen mit axialem Schneidkopf ist der Ausleger in der Regel teleskopierbar, sodass beim Fräsen des Gesteins keine Fahrzeugbewegungen erforderlich sind, um in veränderlicher Tiefe zu fräsen. Radial schneidende Teilschnittmaschinen haben einen Längsschneidkopf. Bei diesen Maschinen dreht sich die Schneidwalze in der Verlängerung des Schneidarms. Aus diesem Grund wirken die Reaktionskräfte senkrecht zum Schneidarm. Bedingt durch den langen Hebelarm wirkt sich das Gewicht des Schneidkopfes auf das erforderliche Gewicht der Maschine aus. Maschinen mit radial schneidendem Kopf benötigen ein hohes Eigengewicht. Das Gewicht der Maschine muss dabei so hoch sein, dass es dem Kippmoment beim Schwenken des Schneidkopfes entgegenwirken kann. Diese Maschinentypen haben keinen teleskopierbaren Ausleger, sodass beim Fräsen in Richtung Tunnelachse das Fahrwerk hin und her bewegt werden muss.

### Größen
Entsprechend den jeweiligen Anforderungen werden Teilschnittmaschinen mit unterschiedlichen Antriebsleistungen für den Schneidkopf und unterschiedlichem Gesamtgewicht gebaut. Zurzeit gibt es Maschinen mit Antriebsleistungen von 20 Kilowatt bis 400 Kilowatt und Gesamtgewichten von 8 Tonnen bis 140 Tonnen. Je nach Antriebsleistung und Gesamtgewicht werden die Maschinen kategorisiert von leicht bis extraschwer bzw. überschwer.
| Gewichtsklasse | Gewichtsbereich (Tonnen) | Schneidkopfleistung (Kilowatt) | Querschnitt (m²) normaler Schneidbereich | Querschnitt (m²) erweiterter Schneidbereich |
| -------------- | ------------------------ | ------------------------------ | ---------------------------------------- | ------------------------------------------- |
| leicht         | 08–40                    | 050–170                        | ~ 25                                     | ~ 40                                        |
| mittel         | 40–70                    | 160–230                        | ~ 30                                     | ~ 60                                        |
| schwer         | 70–110                   | 250–300                        | ~ 40                                     | ~ 70                                        |
| extra schwer   | > 100                    | 350–400                        | ~ 45                                     | ~ 80                                        |

Quelle:

## Arbeitsweise
Um die Ortsbrust zu bearbeiten, wird die Teilschnittmaschine mit den Raupenfahrwerken auf die Ortsbrust zu gefahren und der Schneidkopf wird in Bewegung gesetzt. Anschließend wird die Ortsbrust des Tunnels bzw. der Strecke stückweise mit dem Schneidkopf abgefräst. Um die Ortsbrust optimal bearbeiten zu können, muss zunächst ein sogenannter Einbruch in der Ortsbrust erstellt werden. Nachdem der Einbruch erstellt wurde, kann anschließend die gesamte Ortsbrust abgefräst werden. Das Material wird durch den Schneidkopf feinstückig herausgeschnitten. Das von dem mit Hartmetallmeißeln bestückten Fräskopf abgetragene Material bzw. Gestein wird mit einer Ladeschaufel aufgenommen und von mehreren Ladearmen oder von rotierenden Ladescheiben zu einem mittig durch die Teilschnittmaschine laufenden Kettenkratzförderer geschoben. Am Ende dieses Kettenförderers wird das Gestein dann über einen Ausleger auf ein Förderband abgeworfen, das mit fortschreitender Streckenauffahrung nachgeführt werden muss. Dieser Abtransport des Abraumes wird im Tunnelbau als Bandschutterung bezeichnet. Problematisch sind beim Betrieb der Maschine der hohe Verschleiß der Schneidmeißel und die große Staubentwicklung.

### Krafteintrag ins Gestein
Bei der Teilschnittmaschine erfolgt der Krafteintrag in das Gestein auf zwei Arten. Zum einen durch die Rotationsbewegung des Schneidkopfes, zum anderen durch den Andruck an das Gestein. Die den Andruck an das Gebirge hervorrufende Vorschubkraft wird durch die Raupenfahrwerke erbracht. Die Maschinen können nicht mit dem Gebirge verspannt werden, aus diesem Grund erfolgt die Aufnahme der Rückstellkräfte beim Schneidvorgang durch die Maschinenmasse. Damit nun die Maschine eine genügend hohe Kraft ins Gestein einleiten kann, muss sie eine hohe Masse haben. Je größer das Gewicht der Maschine ist, umso festere Gesteinsarten lassen sich mit der Maschine schneiden.

### Staubbekämpfung
Beim Fräsen des Gesteins entsteht sehr viel Staub, der mit geeigneten Mitteln bekämpft werden muss. Dazu gibt es zwei Möglichkeiten, die Staubabsaugung und die Berieselung mit zusätzlicher Bewetterung. Bei der Staubabsaugung wird der Staub konzentriert an der Entstehungsstelle abgesaugt und zu einer Entstaubungsanlage geleitet. Zur Absaugung gibt es zwei Möglichkeiten, die Absaugung über einen vorauseilenden Pilotstollen oder die Absaugung über Absaugrohre. Die Absaugrohre werden links und rechts an der Maschine montiert. An die Absaugrohre werden flexible Lutten befestigt, über die dann der Staub bis zur Entstaubungsanlage geführt wird. Bei der Berieselung wird der Staub mittels versprühtem Wasser benetzt und dadurch teilweise gebunden. Das Wasser wird durch spezielle Innendüsen, die im Schneidkopf integriert sind, unter hohem Wasserdruck versprüht. Der Wasserdruck ist in Grenzen regulierbar. Dies ist notwendig, um die erforderliche Wassermenge an die Verhältnisse vor Ort anzugleichen. Das Wasser kühlt dabei gleichzeitig die Schneidmeißel und reduziert die Funkenbildung beim Schneidvorgang. Moderne Teilschnittmaschinen sind mit einem computerüberwachten Bedüsungssystem ausgestattet. Zusätzlich wird der noch vorhandene Staub abgesaugt und zur Entstaubungsanlage geleitet.

## Einsatzkombinationen
Teilschnittmaschinen können auch in Kombination mit konventionellen Verfahren wie dem Sprengvortrieb eingesetzt werden. Dies ist insbesondere dort erforderlich, wo das Gestein eine unterschiedliche Festigkeit hat. Unter diesen örtlichen Bedingungen sinkt die Nettofräsleistung der TSM unter die Wirtschaftlichkeitsgrenze oder es kommt zu einem erhöhten Meißelverschleiß, sodass ein Ausbruch nur mit der Teilschnittmaschine alleine nicht mehr wirtschaftlich ist. Hier können dann unterschiedliche Techniken wie das Fräsen eines Pilotstollens, das Fräsen eines Einbruchs um freie Flächen zu schaffen oder Profilierungsarbeiten erforderlich sein. Welche Methode angewendet wird, hängt dabei von den jeweiligen örtlichen Gegebenheiten ab.

## Ortsbrustsicherung
Für die Sicherung der Ortsbrust stehen bei modernen Teilschnittmaschinen mit der Teilstützung, der Druckluft-Stützung und der Flüssigkeits-Stützung unterschiedliche Verfahren zur Verfügung. Diese Verfahren werden beim Schildvortrieb in nicht standfestem Gebirge verwendet. In standfestem Gebirge ist eine zusätzliche Stützung der Ortsbrust nicht erforderlich, sodass hier eine Teilschnittmaschine ohne Schild verwendet werden kann.

## Einsetzbarkeit und Grenzen
Teilschnittmaschinen können zur Auffahrung in Gesteinen mit bis zu mittlerer Festigkeit eingesetzt werden. Insbesondere bei geschichtetem und geklüftetem Gestein sind Teilschnittmaschinen gut geeignet. Sie sind im Trockenen als auch in leicht wasserführenden Gesteinsschichten einsetzbar. Man kann mit einer Teilschnittmaschine unterschiedliche Streckenprofile auffahren. Die Einsatzgrenzen der Teilschnittmaschine liegen in erster Linie in der Druckfestigkeit des Gesteins. So liegt die wirtschaftlich noch beherrschbare Gesteinsdruckfestigkeit nach Lammer & Gehring bei maximal 120 bis 140 Newton pro Quadratmillimeter. Allerdings sind diese Grenzen nicht fest, sondern werden von vielen Faktoren wie Kornbindung, Zugfestigkeit, Zähigkeit, Trennflächen und Gebirgsklassifizierung beeinflusst. Ein einschränkendes Kriterium für den TSM-Einsatz ist die Staubentwicklung insbesondere bei quarzhaltigen Gesteinen, sowie die dabei auftretenden starken Vibrationen. Wesentliche Faktoren sind auch die Standfestigkeit der Schneidwerkzeuge sowie die Antriebsleistung und das Gesamtgewicht der Maschine. Eine weitere Grenze für die Einsetzbarkeit von Teilschnittmaschinen ist der Streckenquerschnitt. Bei zu kleinen Streckenquerschnitten können Teilschnittmaschinen nicht eingesetzt werden, da so kleine Maschinen nicht die erforderliche Schneidleistung erbringen können. Nachteilig sind zudem die hohen Vorkosten für Transport und Montage der Maschine, sodass sie nur dann wirtschaftlich arbeitet, wenn mit ihr große Einsatzlängen erzielt werden können.